# Rio Open 2024
Rio Open 2024 a fost un turneu profesionist de tenis organizat în cadrul circuitului masculin ATP Tour, care a avut loc în perioada 19–25 februarie, la Jockey Club Brasileiro pe terenuri cu zgură. Turneul cu un buget de 2.100.230 de dolari a fost cea de-a a 10-a ediție a Rio Open, parte a categoriei ATP 500 din sezonul Circuitul ATP 2024.

## Campioni

### Simplu
Pentru mai multe informații consultați Rio Open 2024 – Simplu

### Dublu
Pentru mai multe informații consultați Rio Open 2024 – Dublu

## Puncte și premii în bani

### Distribuția punctelor
| Probă  | C   | F   | SF  | QF  | Runda 2 | Runda 1 | Q  | Q2 | Q1 |
| Simplu | 500 | 330 | 200 | 100 | 50      | 0       | 25 | 13 | 0  |
| Dublu  | 500 | 300 | 180 | 90  | 0       | N/A     | 45 | 25 | 0  |

### Premii în bani
| Probă  | C         | F         | SF        | QF       | Runda 2  | Runda 1  | Q2      | Q1      |
| Simplu | 392.775 $ | 211.330 $ | 112.625 $ | 57.540 $ | 30.715 $ | 16.380 $ | 8.400 $ | 4.710 $ |
| Dublu* | 129.010 $ | 68.800 $  | 34.810 $  | 17.410 $ | 9.010 $  | N/A      | N/A     | N/A     |

*per echipă